# Cardepia helix
Cardepia helix is een vlinder uit de familie uilen (Noctuidae). De wetenschappelijke naam is voor het eerst geldig gepubliceerd in 1962 door Boursin.
De soort komt voor in Europa.